# Strada principale 470
La strada principale 470 (H470; in tedesco Hauptstrasse 470; in francese route principale 470) è una delle strade principali della Svizzera. Non è contrassegnata da una tavoletta numerata.

## Percorso
La strada collega Kreuzlingen, presso il confine tedesco, a Herisau ed è connessa con l'autostrada A1/E60 e le strade principali H1, H13, H437, H14, H472, H444, H7, H430, H8.
| Strada principale 470 |                       |                    |
| Tipo                  | Indicazione           | Cantone            |
|                       | Kreuzlingen (confine) | Turgovia           |
|                       | H1                    | Turgovia           |
|                       | H13                   | Turgovia           |
|                       | Kemmental             | Turgovia           |
|                       | Berg                  | Turgovia           |
|                       | H437                  | Turgovia           |
|                       | Sulgen                | Turgovia           |
|                       | H14                   | Turgovia           |
|                       | Bischofszell          | Turgovia           |
|                       | H472                  | Turgovia           |
|                       | H444                  | Turgovia           |
|                       | Hauptwil              | Turgovia           |
|                       | Gossau                | San Gallo          |
|                       | A1/E60                | San Gallo          |
|                       | H7                    | San Gallo          |
|                       | H430                  | San Gallo          |
|                       | Herisau               | Appenzello Esterno |
|                       | H8                    | Appenzello Esterno |